# Dąbrowa Zachodnia
Dąbrowa Zachodnia – osiedle w mieście Łomianki w województwie mazowieckim.
Do 1988 roku Dąbrowa Zachodnia stanowiła część wsi Dąbrowa. 1 stycznia 1989 weszła w skład nowo utworzonego miasta Łomianki.
Według stanu na dzień 31 grudnia 2008 roku posiada powierzchnię 281,6 ha i 1160 mieszkańców.
Obszarem osiedla jest obszar ograniczony:
- od północy granicą sołectwa Dziekanów Leśny wzdłuż ulicy Lutza i dalej granicą osiedla Łomianki Górne wzdłuż ulicy Kolejowej,
- od zachodu granicą sołectwa Dziekanów Leśny przez tereny Kampinoskiego Parku Narodowego,
- od wschodu granicą osiedla Dąbrowa Rajska wzdłuż linii przebiegającej równolegle do ulic: Wiosenna i Francuska oraz ulic: Zielona i Brzozowa i dalej granica osiedla Dąbrowa Leśna wzdłuż granic nieruchomości przy ulicy Magnolii i wzdłuż ulicy Wiślanej,
- od południa granicą gminy Izabelin wydłuż ulicy Łuże i dalej przez teren Kampinoskiego Parku Narodowego, z wyłączeniem osiedla o nazwie Osiedle Równoległa.

## Ulice osiedla
- Zawilca
- Zachodnia
- Zielona
- Łuże
- Ofiar Katynia
- Sierakowska
- Ułanów Jazłowieckich
- Francuska
- Krokusa
- Sasanki
- Hugona Kołłątaja
- Prosta
- dr. Jerzego Lutza
- Kolejowa
- Fiołka
- Irysa
- Przebiśniega
- Jana Michałowicza
- pasaż Noyelles les Vermelles